# Название Японии
Русское слово «Япония» является экзонимом, в русский язык оно пришло, предположительно, из немецкого языка (от нем. Japan), хотя вокализм больше соответствует французскому Japon. В японском языке существует два варианта названия страны — «Нихон» (にほんо файле) и «Ниппон» (にっぽんо файле), которые одинаково записываются с помощью кандзи — 日本. В 1946 году Конституционный комитет Японии признал одинаково правомерными оба варианта написания названия страны.

## История названия

«Ва» (和)

Первое известное название страны, использовавшееся в первой половине I тыс. н. э. — Ямато, которое происходит от этнонима ямато, который относился к союзу племён, обитавших в центральной части острова Хонсю, и означал «люди гор, горцы». Примерно до VIII века Япония именовалась «Ва» (倭) или «Вакоку» (倭国), от этнонима «Ва», которым в древних и средневековых китайских письменных памятниках именовали народ или группы народов на востоке от Китая. Китайский иероглиф «во» (кит. 倭), использовавшийся для обозначения этого народа (то есть японцев), имеет ряд негативных коннотаций, включая «безобразный», «карлик», «кривой, искривлённый». Японские учёные периода Нара считали иероглиф 倭, использовавшийся ими для записи слов «Ямато» и «ва», уничижительным, поэтому примерно в 757 году Япония официально сменила иероглиф названия на созвучный иероглиф 和, означающий «гармония, мир».
Графическое изменение с «карликов-японцев» 倭 стало неизбежным. Вскоре после того, как японцы стали записывать слово «ва» этим иероглифом, они поняли его значение «карлик». В некотором роде их подвело китайское письмо; единственный иероглиф для обозначения их страны был уничижительным. Избранная замена — 和 — имела то же японское чтение, что и 倭, но, что наиболее важно, имела приятное значение. Утверждение о том, что японская культура основана на «ва», 和, «гармонии», стало догматом среди японцев и японистов.
Этот иероглиф для обозначения страны часто использовался в сочетании с другим иероглифом — 大 (значение — «великий»), и тогда название выглядело уже как 大和 («великий Ва», аналогично 大清帝國 — «великая империя Цин», 大英帝國 — «великая Британская империя»). В китайской исторической хронике «Саньго-чжи» Япония упоминается под названием «страна Яматай» (邪馬台国), которой правила королева Химико. Запись слова при прочтении кунъёми выглядит как 日の本 хиномото («восход солнца» на японском), а при прочтении онъёми запись слова выглядит как 日本, эти иероглифы читаются как «Ниппон», а затем — «Нихон». После этого для страны было принято название «Ниппон» или «Нихон», которое часто переводятся как «Страна восходящего солнца». Эти названия возникли из китайской дипломатической переписки периода династии Суй и обусловлены географическим положением Японии по отношению к Китаю.

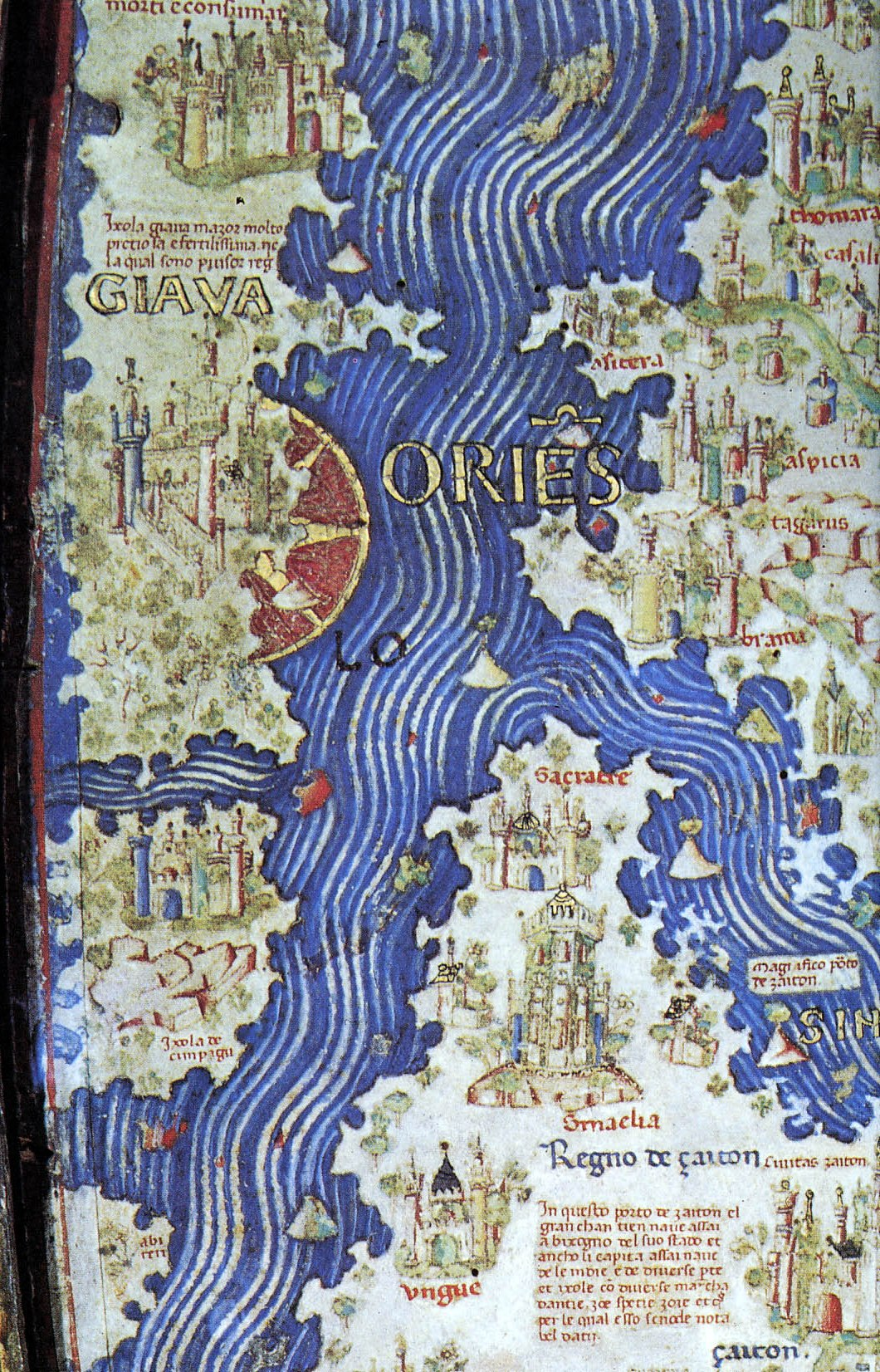
Cipangu (надпись на карте в центе слева — «остров Cипангу») на карте Фра Мауро 1459 года, первое известное в Европе изображение Японских островов

Название «Ниппон» фигурирует в документах с конца VII века. Так, Книга Тан, одна из двадцати четырёх династийных историй, упоминает, что посланнику Японии не понравилось именование его страны словом «Вого» (倭國), и он изменил его на «Ниппон» (日本) или «восход Солнца». В другой китайской хронике VIII века — «Истинное значение Шичжи» (史記正義) — говорится, что китайская императрица У Цзэтянь приказала японскому посланнику изменить название страны на «Ниппон». Солнце играет важную роль в японской мифологии и религии, поскольку император Японии, согласно легенде, является прямым потомком богини солнца Аматэрасу;  легитимность правящей династии основывается на её божественном происхождении. Таким образом, название страны отражает важность солнца для подданных императора.
Что касается названия Японии на европейских языках, одна из первых версий названия была записана Марко Поло, вероятно, с уского языка, как Сипангу. В современном тайшаньском диалекте китайского 日本 произносится как Ngìp Bāwn [ŋip˦˨ bɔn˥], что звучит почти идентично «Ниппон». Малайские и индонезийские экзонимы Jepang, Jipang и Jepun были заимствованы из южных китайских языков; португальские торговцы узнали в Малакке малайское название Японии ещё в XVI веке. Считается, что португальские торговцы первыми «ввезли» это название в Европу. На английском языке оно было впервые записано в 1577 году в виде Giapan.
Португальские иезуитские миссионеры в ходе изучения страны создали несколько грамматик и словарей средневекового японского языка. Так, первый японско-португальский словарь 1603 года «Ниппо дзисё», содержит перевод 32 293 японских слов и упоминает два варианта названия страны: «Нифон» и «Ииппон». Название словаря («Словарь японского языка», порт. Vocabulário da Lingoa de Iapam) указывает, что к тому времени по-португальски Япония называлась Iapam.
В современном английском языке официальное название страны — «Japan», это одно из немногих государств, название которого в английском не имеет «полной формы». Официальное название страны на японском языке — Nippon-koku или Nihon-koku (日本国), буквально «Государство Япония». В период от реставрации Мэйдзи до конца Второй мировой войны (1868—1945) официальное полное название Японии было «Великая японская империя» (大日本帝國, Дай Ниппон тэйкоку), «поэтическая» версия названия — «Империя Солнца». Официальное название страны было изменено после принятия конституции 1947 года; название «Государство Япония» иногда используется как разговорный современный эквивалент. Термин «Великая Япония» (Дай-Ниппон) по-прежнему популярен среди японских правительственных, коммерческих и общественных организаций, деятельность которых носит международный характер (например, Dai Nippon Printing, Дай Ниппон Бутокукай и т. д.).
Хотя «Ниппон» или «Нихон» по-прежнему являются самыми популярными названиями внутри страны, в японском языке использовались также экзонимы «Japan» и «Jipangu», в основном для иностранного брендинга.

## Переименование
Правящая элита, отчетливо отдавая себе отчет в том, что создаёт государство, основанное на новых принципах, решила сменить название государства. Если до VIII века японцы называли свою страну Ямато, то в 702 год впервые появляется топоним «Япония» («Нихон» или же «Ниппон», букв. «Присолнечная страна»). Именно так назвал свою страну Авата-но Махито, отправленный послом в танский Китай и произведший там большое впечатление своей образованностью («Махито любит читать канонические книги и исторические сочинения, пишет и толкует, манеры — превосходны»). Танская хроника также отмечает: «Япония — другое название Ямато. Эта страна находится там, где восходит солнце, и потому ей дали название Япония». При этом отмечается, что топоним Ямато японцам «не нравится». Для китайских пространственных представлений наиболее характерна ориентация по оси север-юг, связанная с северным расположением обиталища обожествленной ипостаси первобытной единой субстанции, расположенной в виде звезды на северном небосклоне (кит. Тайи; яп. Тайицу), откуда и происходит управление Поднебесной. Сам же китайский император (земное воплощение Полярной звезды) должен был повелевать Поднебесной, будучи обращен лицом к югу. Что касается древней Японии, то здесь ещё в период кофун последовательной системы ориентации курганов по сторонам света не прослеживается (хотя для китайской культуры ориентация гробниц по сторонам света имеет первостепенное значение). В «Кодзики» и «Нихон сёки» наиболее часто указываемыми направлениями являются восток и запад, то есть основная горизонтальная ось мира проходит именно по этой линии, причем восток считался «счастливым» направлением, а запад — «несчастливым» (именно на западе располагалась «страна мертвых» — ёми-но куни). Первостепенное значение имеет противопоставление восток-запад и в синтоистском ритуале. Для переименования страны существовало несколько оснований. Во-первых, двор Ямато желал подчеркнуть, что отныне Китай имеет дело с обновленной страной, жизнь в которой устроена на цивилизованный манер (непосредственно перед визитом японского посольства был введен в действие законодательный свод "Тайхо: рицурё: "). Само новое название — «Присолнечная» (то есть лежащая на востоке) страна — явно корреспондировало (как своим двухсоставным иероглифическим обозначением, так и принципом названия, исходящим из положения в пространстве) с самоназванием Китая — «Срединная страна» (яп. Тю: гоку), то есть в акте переименования содержался «интернационализирующий» элемент. Во-вторых, сам акт переименования государства был призван подчеркнуть самостоятельность страны и её независимость от Китая, поскольку те страны, правители которых получали инвеституру при дворе китайского императора, не имели права ни на введение собственного законодательства (скажем, Силла такого законодательства не имела), ни на использование собственных девизов правления, ни на несанкционированное изменение названия страны. Танский двор был вынужден согласиться с этим, хотя Япония, вероятно, и обязалась приносить дань раз в двадцать лет. И в-третьих, процесс упрочения позиций правящего рода в его ритуально-магической функции привел к повышению статуса его прародительницы — богини солнца Аматэрасу («светящая с неба» или «освещающая небо»), в связи с чем вся солярная семантика (включая пространственную) приобретала особое значение. Достаточно отметить, что престолонаследник именовался «сыном солнца, сияющего высоко» (такатэрасу хи-но мико), а сам акт восхождения на престол описывался как «наследование небесному солнцу» (амацу хицуги). Согласно предположению Ёсида Такаси, название Нихон является фамилией правящего рода, принятой им в это время. По мнению Ёсида Такаси, эта фамилия представляет собой сокращение ритуальной формулы «страна, где восходит солнце, управляемая сыном солнца» (хи-но мико-но сирасу хи-но дэ-но куни). Согласно «Нихон сёки», легендарный первоимператор Дзимму так объясняет постигшее его временное поражение при покорении восточных земель: «Я — дитя Небесных богов, а сражаюсь с врагом, обратившись к солнцу. Это противоречит пути Неба. Лучше я повернусь и отступлю, покажу, что я слаб, восславлю богов Неба, богов Земли, со спины мне божество Солнца силу придаст, буду нападать, на собственную тень ступая. Тогда, и не обагряя меч кровью, я непременно одержу победу над врагом» (пер. Л. М. Ермаковой). Ни в буддизме, ни в китайской религиозно-философской традиции восток не имеет того значения, которое он приобрел в Японии. Как свидетельствует вышеприведенный мифологический эпизод, для японской традиции характерно понимание восточного, солнечного направления как несчастливого, сулящего поражение, если быть обращенным к нему лицом. Вполне возможно, что это была одна из причин, по которой правители Японии пожелали «заложить» эту магическую мину под Китай и Корею: ведь чтобы «увидеть» Японию с континента, следовало обратиться лицом к востоку. Провокационный характер нового названия страны косвенно явствует и из записи китайской хроники «Суйшу», в которой сообщается, в какое негодование пришел китайский император при получении послания Суйко, в котором Ямато ассоциирует себя с востоком («Сын Неба страны, где восходит солнце, обращается с посланием к Сыну Неба страны, где солнце заходит»). Обычно в этом эпизоде видят только уравнивание статуса правителей Китая и Японии, но представляется, что гнев китайского императора мог быть вызван и тем, что данная формулировка игнорирует «срединное» положение Китая в геополитической модели мира. Вместе с приобретением страной другого названия в начале VIII века Японией был сделан важный шаг в процессе становления самоидентификации государственной, что создавало в дальнейшем предпосылки и для самоидентификации этнической. На практике оба названия Японии длительное время сосуществовали (и даже сосуществуют ныне) параллельно, и двум иероглифам «ни» и «хон» зачастую приписывалось чтение «Ямато». Что касается обитателей архипелага, то следует иметь в виду, что ещё в VIII веке корейская летопись «Самгук саги» называет обитателей архипелага «людьми Ва», а первое именование их как «японцев» (нихондзин — «люди Нихон») впервые встречается намного позднее в литературном памятнике рубежа XII—XIII вв. «Удзи сюи моногатари», где корейцы из Силла называют так человека, приплывшего туда из Японии. Начало широкого бытования термина нихондзин в среде самих японцев относится только к периоду Мэйдзи. Видимо, только начиная с этого времени можно говорить о реальном формировании японского этнического самосознания.

## «Нихон» и «Ниппон»: значение и употребление
Название Японии на японском языке, записанное иероглифами — 日本, оно может произноситься как «Нихон» или «Ниппон», оба этих варианта — чтения-онъёми.

### Значение
Иероглиф 日 (онъёми: «нити», «дзицу», «ка» кунъёми: «хи») означает «солнце» или «день», иероглиф 本 (онъёми: «хон», кунъёми: «мото») означает «основа», «источник», «истинный», «настоящий», «подлинный», «главный», «корень» или «книга». Их соединение означает буквально «источник, основа или корень солнца» или, в переносном смысле, «место где восходит солнце» (если смотреть со стороны Китая, солнце восходит у Японии), что породило популярную на Западе версию названия Японии как «Страны восходящего солнца». Будучи составной частью иероглифического слова, этот иероглиф при чтении онъёми нередко вместо «нити» сокращённо читают «ни», а следующий за ним согласный удваивается; таким образом, нити 日 («солнце») + ко: 光 («свет») произносится как никко:, что означает «солнечный свет».

### История и эволюция
У японских слогов 日 и 本 исторически сложилось произношение «нити» (или «дзицу», отражающий произношение позднего этапа развития средневекового китайского языка) и «пон», соответственно. При этом в среднекитайском языке глухие взрывные терминали (-п, -т, -к) произносились без взрыва, и, следовательно, слово 日本 произносится как «Ниппон» или «Дзиппон» (с ассимиляцией стоящих рядом согласных).
Историческое изменение фонетики японского языка привело к современному произношению слогов как «нити» и «хон». Форма произношения «Нихон» возникла, вероятно, в регионе Канто в период Эдо, после того, как произошли другие изменения фонетики.
Предпринималось несколько попыток утвердить один из вариантов чтения названия страны в качестве единственного официального, но в 1946 году Конституционный комитет Японии признал одинаково правомерными оба варианта, положив конец спорам.

### Современное использование

На современных марках Японии название страны даётся латиницей — «NIPPON» («Япония»), как на этих миниатюрах 1997 года в честь мультипликатора Осаму Тэдзуки

Несмотря на то, что оба варианта произношения названия правомерны, существует определённая разница в практике их употребления. Так, вариант «Ниппон» чаще используется для официальных целей, включая денежное обращение, марки, международные спортивные мероприятия, а также название государства в международных отношениях («Ниппон-коку», буквально «Государство Япония», 日本国), например, в следующих конструкциях:
- Ниппон-юбин, Ниппон-юсэй — Почта Японии
- Гамбарэ Ниппон! — спортивное приветствие, используемое на международных спортивных мероприятиях, примерно означает «делай все возможное, Япония!»
- Дзэн ниппон кую кабусики-гайся — авиакомпания All Nippon Airways
- Ниппомбаси (日本橋) — торговый район в Осаке
- Ниппон когаку когё кабусикигайся (Japan Optical Industries Co. Ltd., также называемая Nippon Kōgaku) — известна с 1988 года как корпорация Nikon.

Вариант «Нихон» чаще используется в следующих конструкциях:
- JR Higashi-Nihon — East Japan Railway Company, JR Group
- Нихомбаси (日本橋) (мост в Токио)
- Университет Нихон[17]
- Нихон-го — японский язык
- Нихон-дзин — японцы[18]
- Нихон-кай — Японское море[19]
- Нихон-коку — Japan Airlines
- Нихон сёки («Японская летопись», никогда не называлась Ниппон сёки)[20].

В 2016 году элемент 113 периодической таблицы был назван «нихонием» (лат. Nihonium, Nh) в честь его открытия в 2004 году японскими учёными института RIKEN.

## Другие названия
После введения в оборот китайского языка для страны был придуман ещё ряд названий, которые появляются в исторических текстах, а также в именах богов и японских императоров:
- Оясима (大八洲), что означает «Великая страна восьми (или многих) островов»[23]: Авадзи, Иё (позже — Сикоку), Оки, Цукуси (позже — Кюсю), Ики, Цусима, Садо и Ямато (позже — Хонсю); острова Хоккайдо, Курильские острова и Окинава не были частью Японии в древние времена, так как они ещё не были известны древним японцам. Восемь островов относится к созданию восьми главных островов Японии божеством Идзанаги в японской мифологии, а также к тому обстоятельству, что число восемь было синонимом понятия «много»;
- Ясима(八島) — «Страна восьми (или многих) островов»;
- Фусо (扶桑) — термин в древней китайской литературе, который мог относиться к мифическому дереву, к таинственной стране восточнее Китая и к гибискусу;
- Мидзухо(瑞穂), например 国穂国 «Мидзухо-но-куни» — «Страна пышных побегов (риса)». Из старояпонского -миду> японское -мидзу («вода; пышность, свежесть, сочность») + старояпонское -по > японское -хо («колос (зерна, особенно риса)»).
- Сикисима (敷島) — запись китайскими иероглифами, которая может быть переведена как «распределённые (разложенные) острова», но это название Японии предположительно происходит от названия уезда Сики провинции Ямато, где жили несколько императоров древней Японии. Название Сикисима (то есть «район Сики») стало использоваться в японской поэзии как эпитет провинции Ямато (древнего предшественника префектуры Нара), и было метонимически расширено сначала для обозначения всего острова Ямато (Хонсю) и затем — на всю территорию Японии. Формант -сима, который в японском языке в общем означает «остров», также означает «площадь, зона, территория» на многих рюкюских языках.
- Акицукуни(秋津国), Акицусима(秋津島), Тоё-акицусима(豊秋津島) — согласно буквальным значениям китайских иероглифов, которыми записаны эти названия Японии, -тоё означает «обильный», -аки — «осень», -цу- «гавань», -сима — «остров», а -куни — «страна, земля». В этом контексте -цу можно интерпретировать как суффикс родительного падежа, как в «мацугэ» («ресница»: -мэ («глаз») + -цу + -кэ («волосы»)) или «токицукадзэ» («своевременный ветер, благоприятный ветер» (-токи («время») + -цу + -кадзэ («ветер»)). Однако, «акиту» или «акиду» — это также архаичные или диалектные японские слова для обозначения стрекозы, поэтому «акицусима» может быть истолковано как «остров стрекозы»[24]. Другая возможная интерпретация предполагает, что -акицу идентично -акицу-акицуками или -акицумиками («воплощённое богом, проявленное божество», часто используемым в качестве почетного эпитета для императора Японии), возможно, с ощущением «настоящей земли, острова (островов), на котором мы находимся в настоящее время».
- Тоёасихара но Накацукуни (豊葦原中国) — «страна пышных ростков обширных тростниковых равнин», Асихара-но Накацукуни[25] — «Центральная земля тростниковых равнин», «Страна среди тростниковых равнин» (葦原中国).
- Хиномото (日の本) — кунное чтение записи 日本.